# Kajetan Duszyński
Kajetan Duszyński (* 12. Mai 1995 in Siemianowice Śląskie) ist ein polnischer Sprinter, der sich auf den 400-Meter-Lauf spezialisiert hat. Seinen größten Erfolg feierte er mit dem Gewinn der Goldmedaille in der Mixed-Staffel bei den Olympischen Sommerspielen in Tokio.

## Sportliche Laufbahn
Erste internationale Erfahrungen sammelte Kajetan Duszyński im Jahr 2014, als er bei den Juniorenweltmeisterschaften in Eugene mit der polnischen 4-mal-400-Meter-Staffel mit 3:10,94 min im Vorlauf ausschied. Im Jahr darauf schied er bei den U23-Europameisterschaften in Tallinn mit 46,89 s über 400 Meter in der ersten Runde aus und gewann mit der Staffel in 3:05,35 min die Silbermedaille hinter dem französischen Team. Zwei Jahre darauf belegte er bei den U23-Europameisterschaften im heimischen Bydgoszcz in 46,80 s den siebten Platz und gewann mit der Staffel in 3:04,22 min erneut die Silbermedaille. Anschließend nahm er mit der Staffel an den Weltmeisterschaften in London teil und belegte in 3:01,59 min den siebten Platz im Finale. Kurz darauf wurde er bei der Sommer-Universiade in Taipeh in 46,50 s Vierter. 2018 nahm er mit der Staffel an den Europameisterschaften in Berlin teil und belegte dort in 3:02,27 min den fünften Platz. Bei den IAAF World Relays 2019 in Yokohama belegte er mit der 4-mal-400-Meter-Staffel in 3:05,91 min den siebten Platz im B-Finale und siegte in der gemischten Staffel in 3:15,46 min. Anschließend gewann er bei den Studentenweltspielen in Neapel in 3:03,35 min die Bronzemedaille mit der Staffel hinter den Teams aus Mexiko und Südafrika. 2021 gelangte er bei den Halleneuropameisterschaften im heimischen Toruń bis ins Halbfinale und schied dort mit 47,26 s aus. Anfang Mai verpasste er bei den World Athletics Relays in Chorzów mit 3:05,04 min den Finaleinzug. Im August erreichte er bei den Olympischen Sommerspielen in Tokio in der erstmals ausgetragenen Mixed-Staffel das Finale und siegte dort in 3:09,87 min gemeinsam mit Karol Zalewski, Natalia Kaczmarek und Justyna Święty-Ersetic und stellte mit dieser Zeit einen neuen Europarekord auf. Auch mit der Männerstaffel gelangte er bis ins Finale und klassierte sich dort mit 2:58,46 min auf dem fünften Platz.
2022 erreichte er bei den Hallenweltmeisterschaften in Belgrad das Halbfinale über 400 Meter und schied dort mit 47,21 s aus. Zudem wurde er in 3:07,81 min Vierter im Staffelbewerb. Im Juli schied er bei den Weltmeisterschaften in Eugene mit 46,57 s in der ersten Runde aus und gelangte mit der Mixed-Staffel mit 3:12,31 min im Finale auf Rang vier. Zudem wurde er mit der Männerstaffel mit 3:02,51 min im Finale Neunter. Im Jahr darauf schied er bei den Halleneuropameisterschaften in Istanbul mit 47,01 s im Halbfinale aus. Im August startete er mit der Mixed-Staffel bei den Weltmeisterschaften in Budapest und verhalf dort der Mannschaft zum Finaleinzug. Bei den World Athletics Relays 2024 in Nassau wurde er in 3:02,91 min Zweiter im B-Lauf in der 2. Qualifikationsrunde über 4-mal 400 Meter und sicherte damit Polen einen Startplatz bei den Olympischen Spielen in Paris. Auch der Mixed-Staffel verhalf er zu einem Startplatz. Anschließend wurde er mit der Männerstaffel bei den Europameisterschaften in Rom im Vorlauf disqualifiziert. Im August verpasste er bei den Olympischen Sommerspielen in Paris mit 3:01,21 min den Finaleinzug.
2021 wurde Duszyński polnischer Meister im 400-Meter-Lauf und in den Jahren 2020, 2022 und 2023 wurde er Hallenmeister über 400 Meter. Er ist Student an der Technischen Universität in Łódź.

## Persönliche Bestzeiten
- 400 Meter: 44,92 s, 21. August 2021 in Bern
  - 400 Meter (Halle): 46,24 s, 19. Februar 2023 in Toruń